# Riccardo Giovanelli

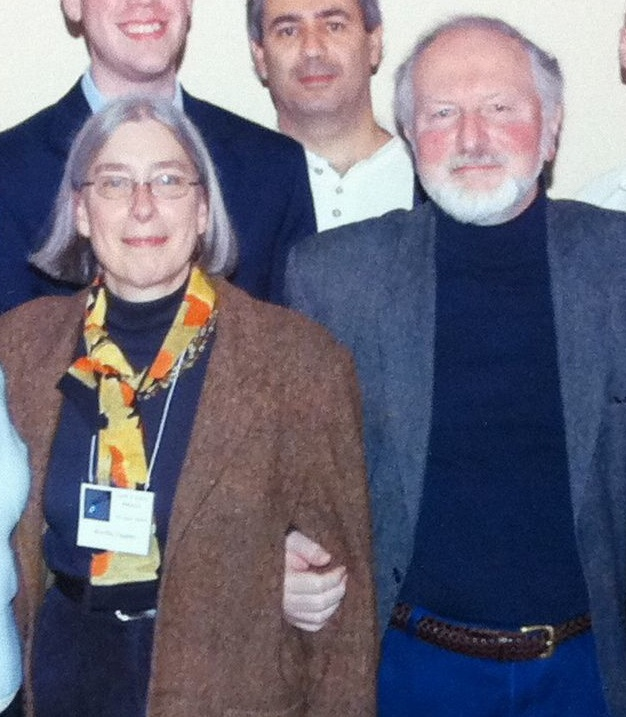
Martha P. Haynes und Riccardo Giovanelli

Riccardo Giovanelli (* 30. August 1946 in Gattatico, Reggio Emilia; † 14. Dezember 2022 in Ithaca, New York) war ein italienischer Astronom, der auf dem Gebiet der Radio- und Radarastronomie forschte.

## Leben
1976 erlangte er seinen Ph.D. an der Indiana University. 1989 wurde ihm die Henry Draper Medal der National Academy of Sciences verliehen. Von 1991 bis 2017 lehrte er als Professor für Astronomie an der Cornell University.

## Forschung
Giovanellis Interesse galt der beobachtenden Kosmologie. Hier erforschte er Galaxien, insbesondere deren Struktur, Entwicklung und Umgebung. In den 1980er-Jahren untersuchte Giovanelli die Strukturen des sichtbaren Universums durch Messung der Rotverschiebung entfernter Galaxien. 1989 wurde ihm zusammen mit Martha P. Haynes für die Kartierung und die Erstellung des ersten dreidimensionalen Modells des sichtbaren Universums die Henry Draper Medal verliehen.
Ferner untersuchte er Möglichkeiten, die Distanz von Galaxien ohne Messung der Rotverschiebung zu bestimmen. Weitere Forschungsschwerpunkte seiner Arbeit waren die Struktur von Galaxienhaufen, die Bestimmung kosmologischer Parameter und die Eigenschaften pekuliarer Geschwindigkeitsfelder im Universum. Seine letzte Untersuchung ergab, dass die Geschwindigkeitsänderungen zwischen sehr dichten sowie weniger dichten Gebieten des Universums geringer ausfallen, als erwartet.